# Australia House
La High Commission of Australia a Londra è la missione diplomatica dell'Australia nel Regno Unito. Si trova nell'Australia House, un edificio classificato Grade II. È stata la prima missione diplomatica australiana ed è la missione diplomatica più lungamente occupata nel Regno Unito.

## Storia

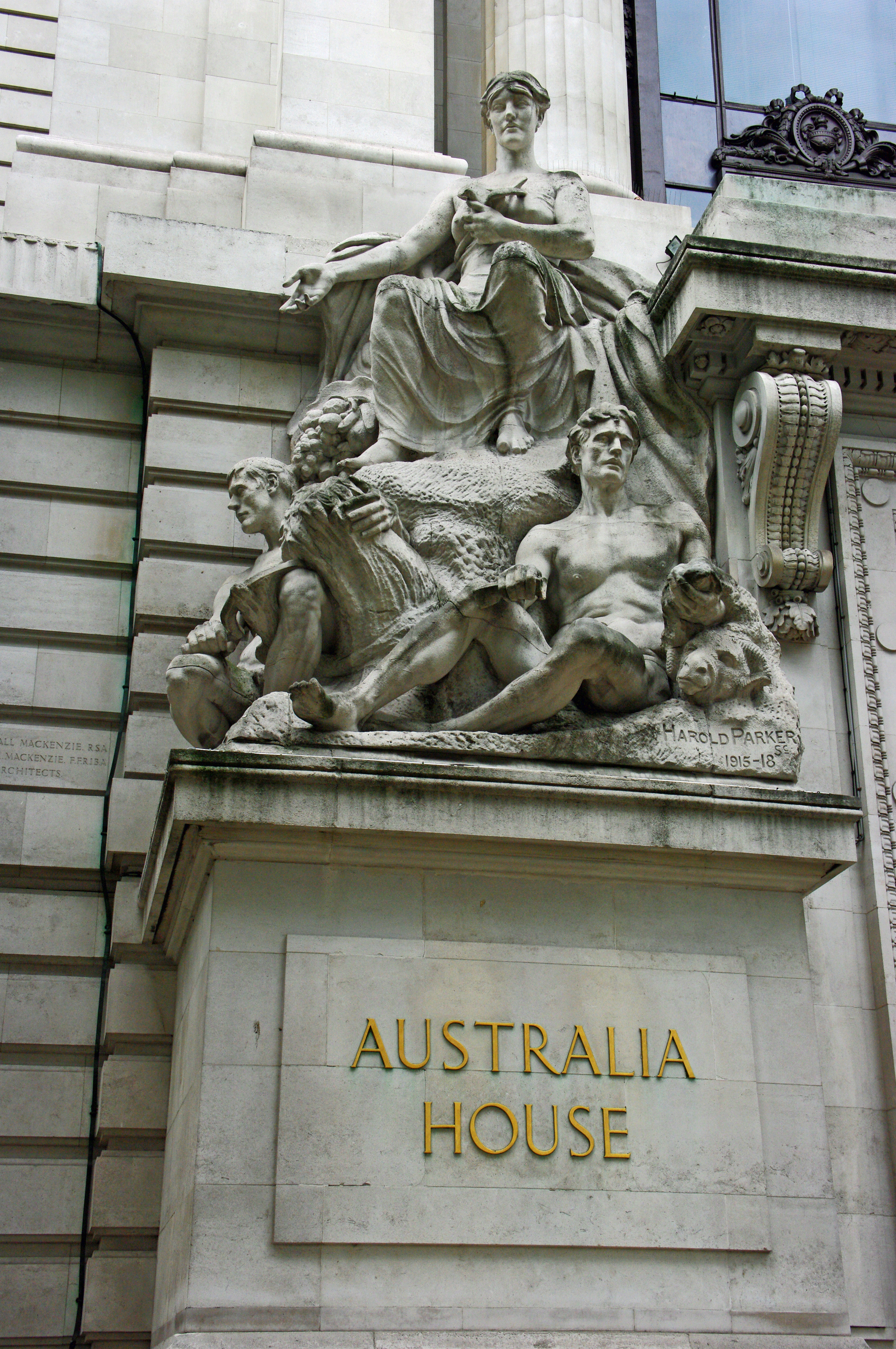
La prosperità dell'Australia, Australia House, di Harold Parker (1915-1918)

Un importante punto di riferimento sullo Strand, la costruzione dell'edificio da parte dei Dove Brothers iniziò nel 1913, ma i problemi di spedizione causati dalla prima guerra mondiale ritardarono il completamento. Venne ufficialmente inaugurata da re Giorgio V in una cerimonia il 3 agosto 1918 alla presenza del primo ministro australiano William Morris Hughes. Il costo del terreno, di forma triangolare, fu di 379.756 sterline quando era stato acquistato dal Commonwealth of Australia nel 1912 e la costruzione e altri costi associati portarono la spesa totale a circa 1 milione di sterline. L'edificio venne progettato dagli architetti britannici, Alexander Marshall Mackenzie e da suo figlio, Alexander George Robertson Mackenzie a seguito di un concorso di architettura, i cui giudici includevano Bertram Mackennal, John Longstaff, George Washington Lambert, Fred Leist e Arthur Streeton. L'architetto capo del Commonwealth of Australia, John Smith Murdoch, si recò a Londra per lavorare sull'edificio con lo studio Mackenzie.
Sebbene un segretario ufficiale fosse stato nominato a Londra già nel 1906, l'Alta Commissione a Londra fu la prima missione diplomatica australiana e una delle più importanti a Londra.
L'edificio stesso venne costruito su un pozzo sacro di 900 anni attingendo dal fiume Fleet, un fiume sotterraneo di Londra. L'acqua nel pozzo è limpida ed è stata testata come sicura da bere.

## Costruzione
Gran parte dei materiali da costruzione utilizzati nella sua costruzione vennero importati dall'Australia. L'edificio è in pietra di Portland su una base di trachite australiana. I marmi utilizzati includono il marmo color tortora di Buchan, dal Victoria, il marmo chiaro e scuro di Caleula, dal Nuovo Galles del Sud. e il marmo bianco di Angaston dell'Australia Meridionale. Il legname per la falegnameria e la pavimentazione è costituito da varietà provenienti da tutti gli Stati australiani, ma il più importante è il fagiolo nero, un legno molto duro e denso simile alla quercia inglese, utilizzato principalmente per i pannelli della Downer Room del primo piano dove le sculture rappresentano arti e scienze. Questo lavoro è accreditato ai signori Wylie & Lockhead di Londra e Glasgow.

## Uso moderno
Le agenzie governative all'interno dell'Alta Commissione includono Austrade, Defence, Material (CONDMAT), National Library of Australia e Public Affairs/Media/Cultural. I grandiosi interni dell'edificio sono stati utilizzati come ambientazione della Banca dei Maghi della Gringott in Harry Potter e la Pietra Filosofale, e per le scene di Wonder Woman del 2017.

## Elezioni

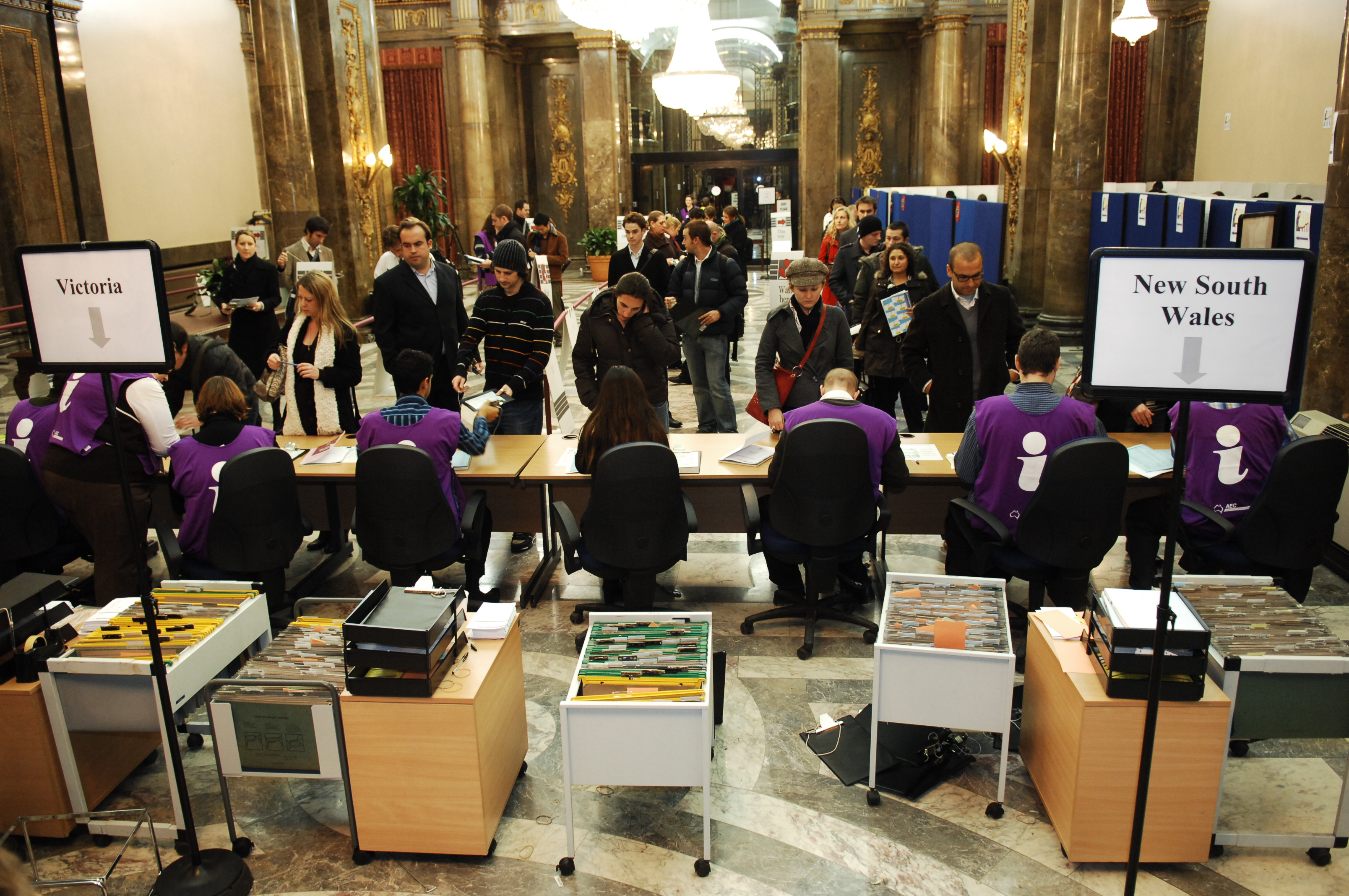
Elettori all'Australia House per le elezioni australiane del 2007

Australia House è di solito il seggio elettorale più grande nelle elezioni federali australiane, con più voti espressi, al seggio elettorale di Londra, che in qualsiasi seggio elettorale in uno qualsiasi degli stati o territori australiani.

## Galleria d'immagini

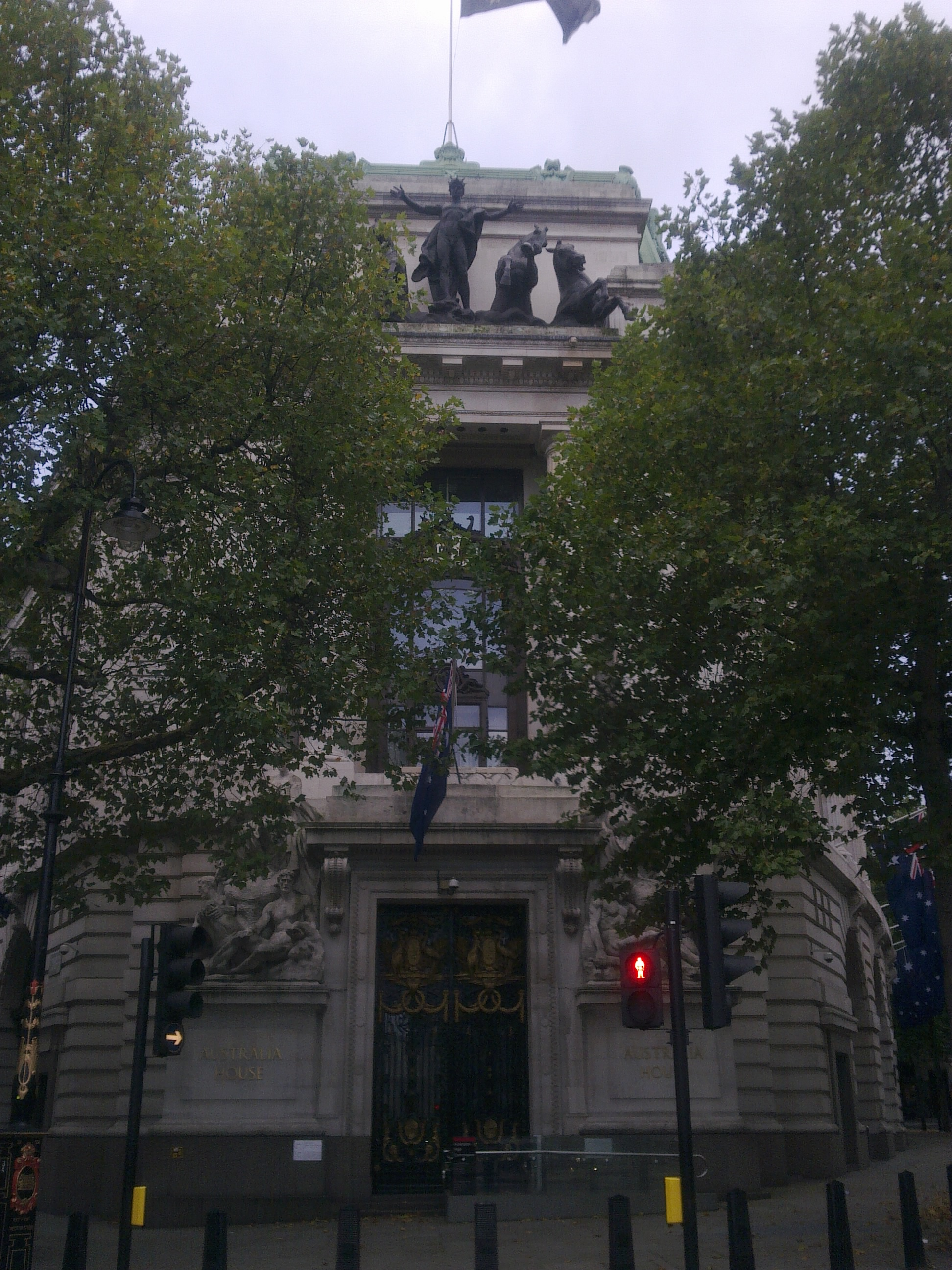
L'ingresso all'Alto Commissariato
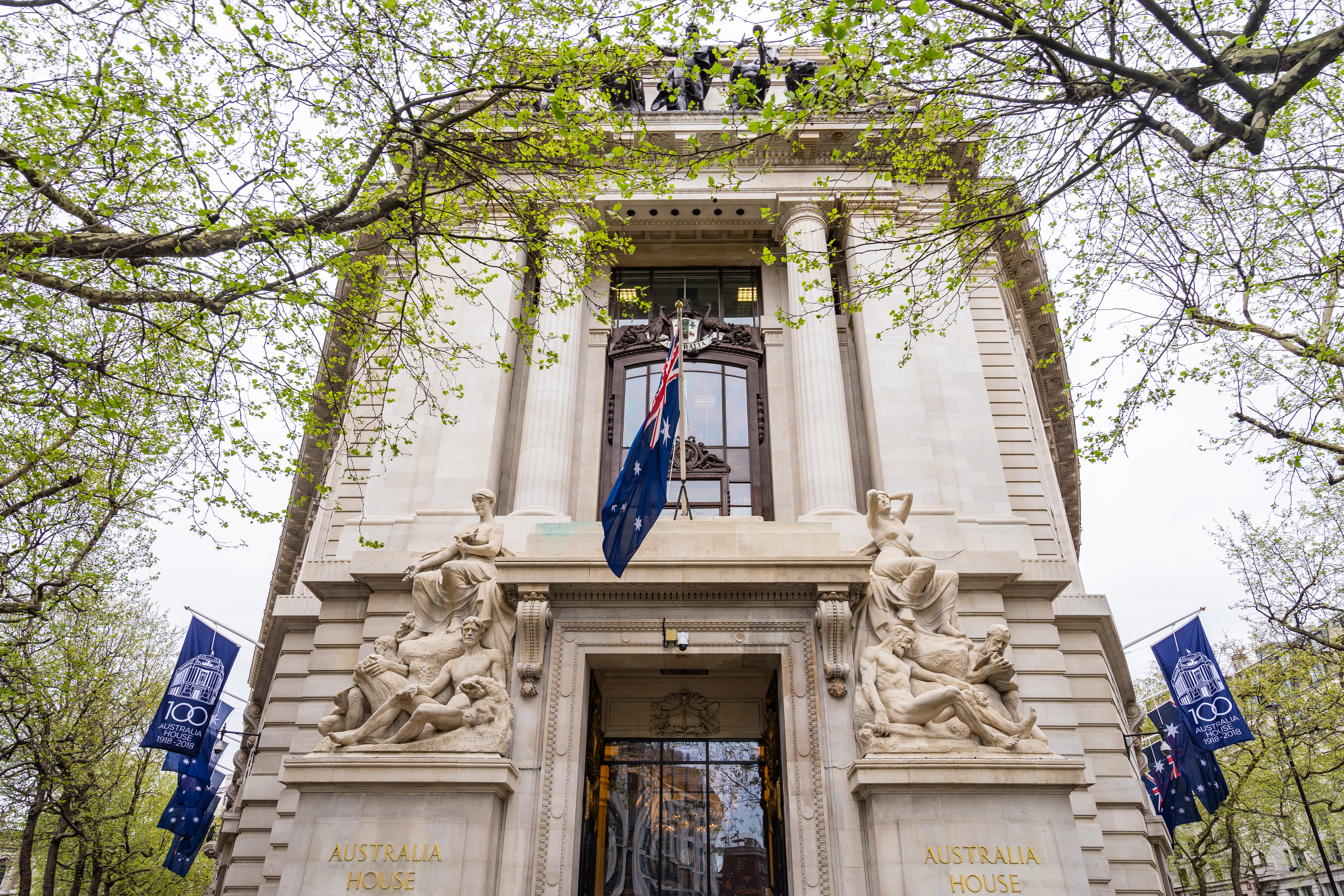
Primo piano dell'ingresso
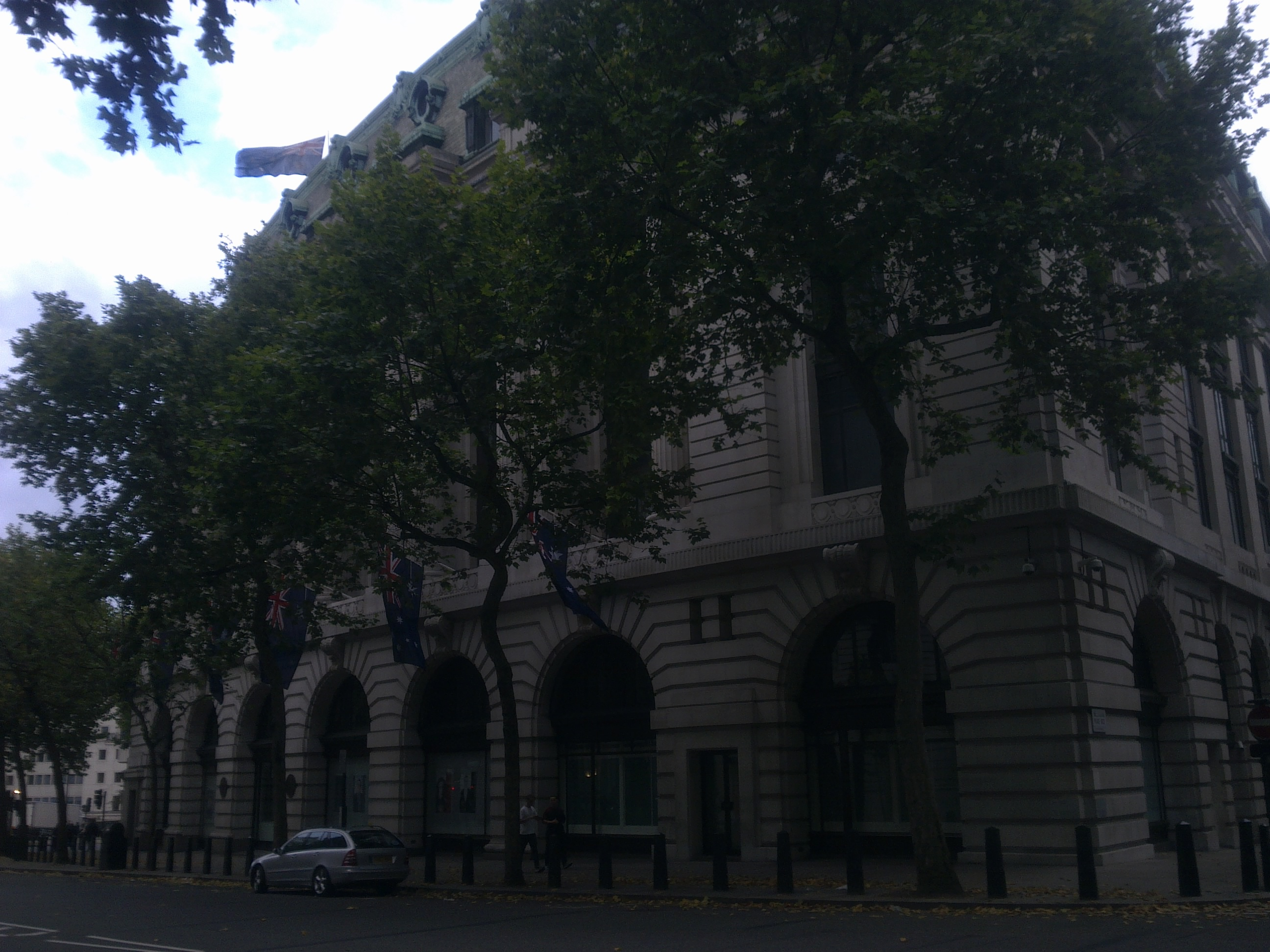
Vista da Aldwych
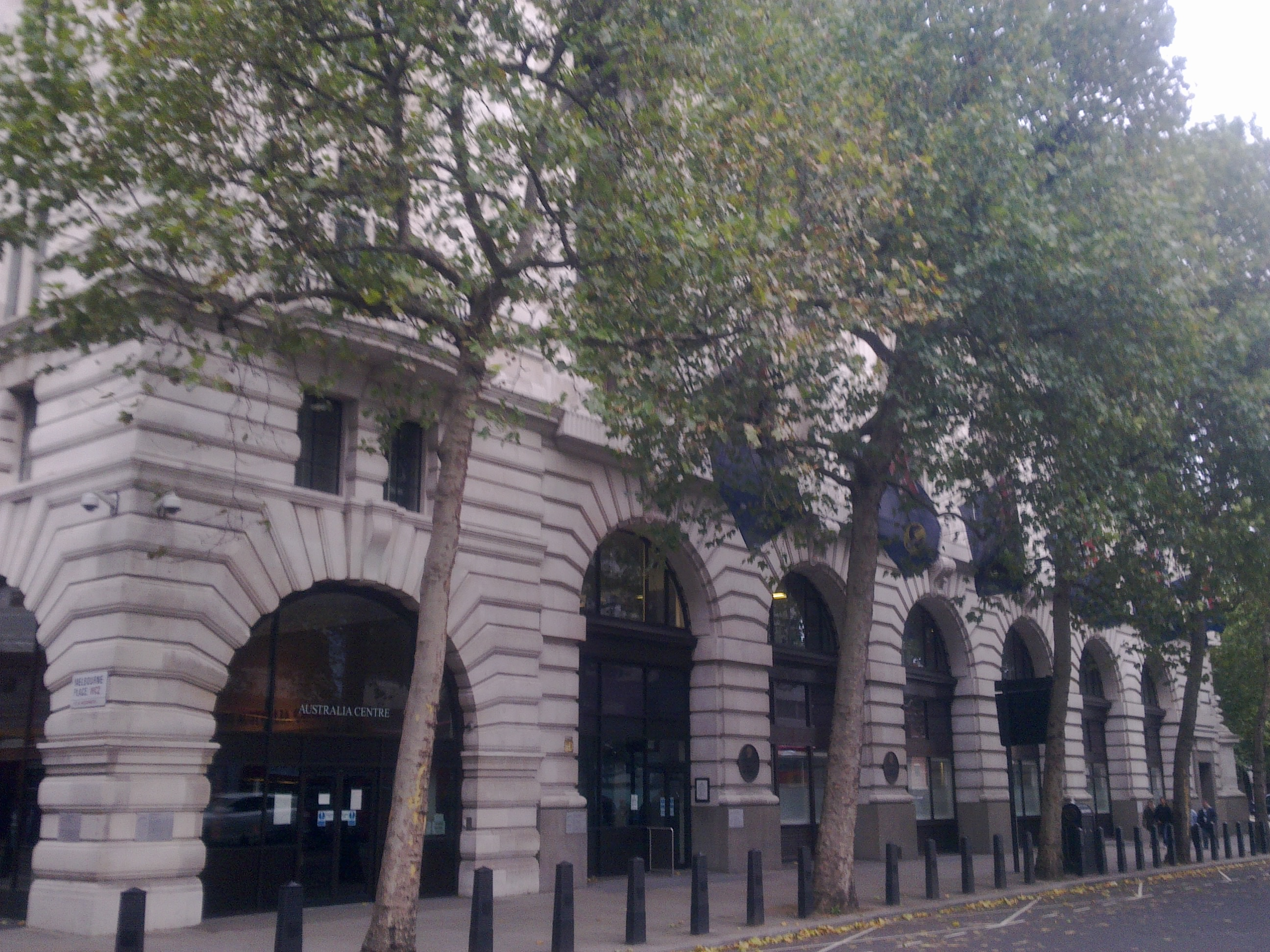
Vista da Strand
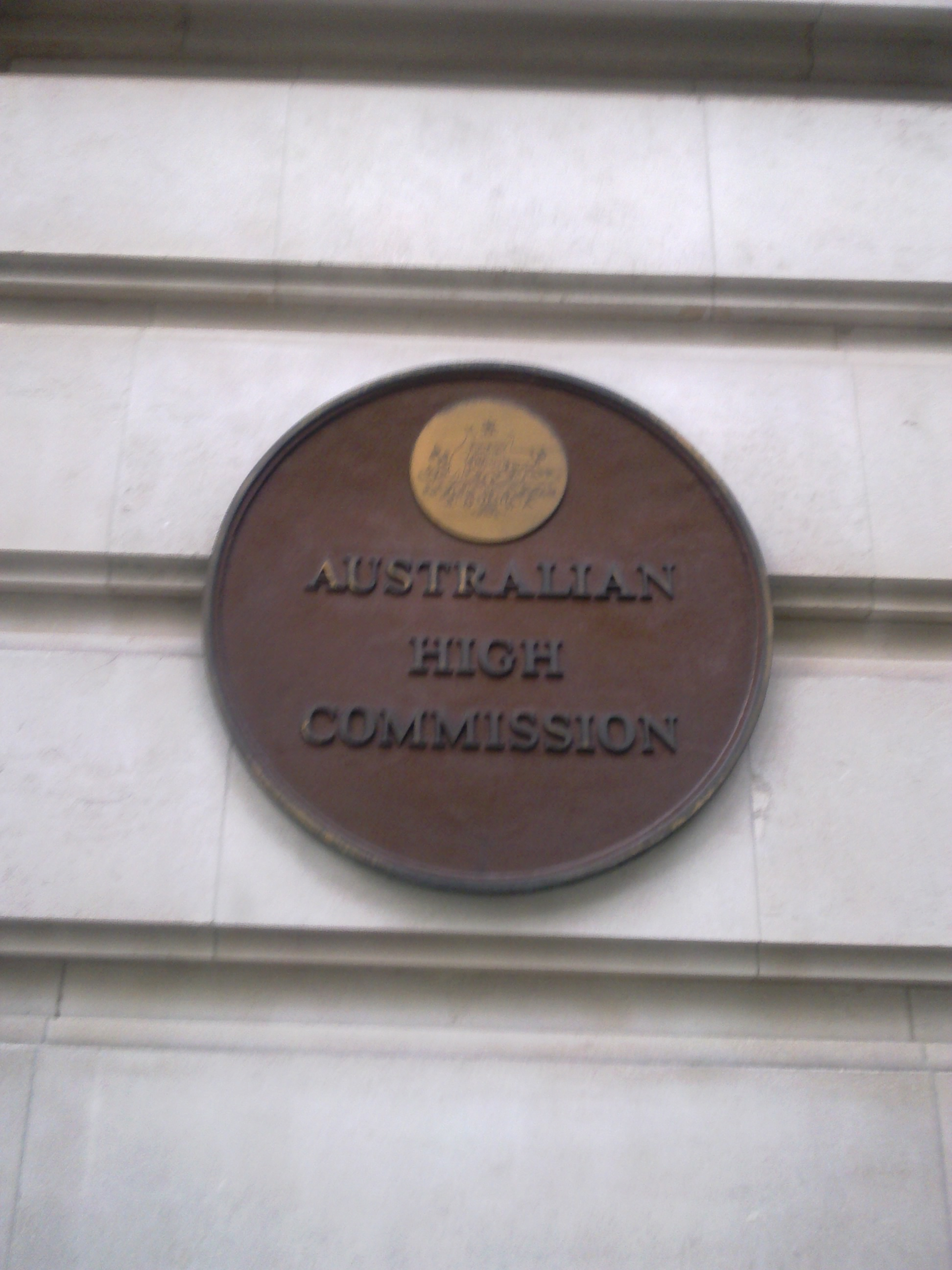
Placca
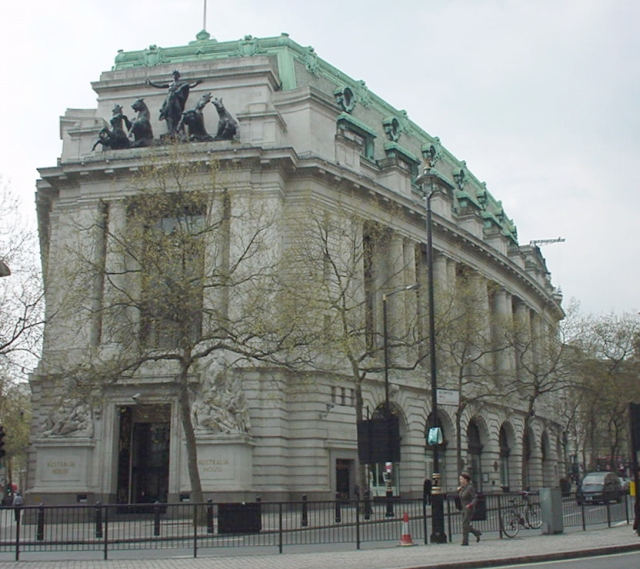
L'Alto Commissariato